# Petropavlovszk (csatahajó)
A Petropavlovszk (oroszul: Петропавловск) az első orosz csatahajótípus, a cári orosz haditengerészet számára az első világháború előtt épített, négy hajót számláló Gangut osztály harmadik darabja volt. Nevét az oroszok által az 1854-es petropavlovszki csatában a britek és a franciák felett aratott győzelméről kapta. 

## Története
A hajó 1914-1915 telén készült el, ám 1915 közepéig nem került harcképes állapotba. Szerepe a Finn-öböl bejáratának védelme volt a németek ellenében, akik azonban sohasem próbáltak meg behatolni, így idejét gyakorlatozással és aknatelepítő műveletek biztosításával töltötte. Az 1917-es februári forradalmat követően legénysége csatlakozott a Balti Flotta lázadásához, majd az 1917-es októberi orosz forradalmat követően több évig a bolsevik csapatok egyetlen rendelkezésre álló csatahajója volt; tüzérségi támadást hajtott végre a Krasznaja Gorka-i erőd fellázadt helyőrsége ellen és segítette a Finn-öbölben a "fehéreket" támogató brit hajókkal szembeszálló könnyűfegyverzetű erőket. Legénysége később csatlakozott az 1921-es kronstadti lázadáshoz, amelynek leverése után a hajó a Marat nevet kapta. 
A Marat csatahajót 1928 és 1931 között jelentősen átépítették. Parancsnoki tornyának méretét és magasságát jelentősen megnövelték, hogy helyet biztosítsanak az új, hatékonyabb tűzvezető berendezéseknek. Egy KPD-6 típusú tűzvezető berendezést kapott, két 6 méter bázistávolságú, német Zeiss optikai távmérővel, mely a nagy méretű új előárboc tetején került elhelyezésre. A hátsó felépítmény egy 8 méter bázistávolságú Zeiss optikai távmérővel lett ellátva. Az első kéményt hátra hajtottra cserélték, magasságát 2 méterrel megnövelték. A főárbocra egy darut építettek a KR-1 (német Heinkel HD 55) felderítő repülőcsónak számára, melynek indító katapultberendezése a 3. lövegtorony tetején kapott helyet. Lövegtornyait felújították, elhasznált 305 mm-es ágyúit újakra cserélték, mind a négy lövegtorony helyi tűzvezetés céljára egy-egy 8 méter bázistávolságú Zeiss optikai távmérővel lett ellátva, a toronytetők vastagabb, 152 mm-es páncélzatot kaptak. Addigi szenes kazánjait olajtüzelésűekre cserélték. Az átépítés következtében vízkiszorítása 26 170 tonnára nőtt teljes terhelés mellett. A hajóorrot is átalakították, hogy javítsák tengerállóságát. 1941-ben további korszerűsítését tervezték, de a német támadás ezt megakadályozta.
A már az I. világháború idején a legmodernebb csatahajókhoz (brit Queen Elizabeth és Revenge osztályok, német Bayern osztály) képest eleve csak közepes harcértékűnek tekintett Marat a II. világháború idejére 305 mm-es, gyengének számító fegyverzete, relatíve vékony és rossz felépítésű páncélzata, és kis sebessége miatt teljesen elavultnak számított. 
1937-ben a Szovjetunió képviseletében részt vett a VI. György brit király megkoronázása alkalmából rendezett spitheadi haditengerészeti parádén. Két évvel később, a téli háború idején támadást intézett egy finn parti ütegállás ellen, mielőtt a Finn-öböl befagyott volna; röviddel ezután légvédelmét korszerűsítették. Az 1941. június 22-i német offenzíva kezdetekor Kronstadtban tartózkodott, és szeptemberben tűztámogatást biztosított a szovjet csapatoknak a Leningrád felé közeledő németek ellenében. Ugyanebben a hónapban két (Hans-Ulrich Rudel Ju 87 Stuka bombázójáról ledobott) 1000 kg-os bomba telitalálatától elsüllyedt a kikötő sekély vizében, miután a töltetek felrobbantották az elülső lőszerraktárát. Néhány hónappal később kiemelték, és álló üteggé nyilvánítva tüzérségi támogatást nyújtott Leningrád ostroma alatt. 
1943-ban ismét a Petropavlovszk névre keresztelték, és terveket készítettek a háború után újjáépítésére, testvérhajója, a Frunze orr-részének felhasználásával, ám ezeket végül nem fogadták el és 1948-ban hivatalosan is visszavonták őket. 1950-ben a Volhov nevet kapta a közeli Volhov folyó után, majd álló kiképzőhajóként szolgált 1953-ig, amikor is törölték a hadrendből és elbontották.

## Technikai paraméterek
A Petropavlovszk vízvonali hossza 180 méter, teljes hossza 181,2 méter, szélessége 26,9 méter, merülése pedig 8,99 méter volt, 49 centiméterrel több a tervezettnél. Teljes terheléssel vízkiszorítása 24 800 tonna volt, mely több mint 1500 tonnával haladta meg a 23 288 tonnás tervezett vízkiszorítását.

## Galéria

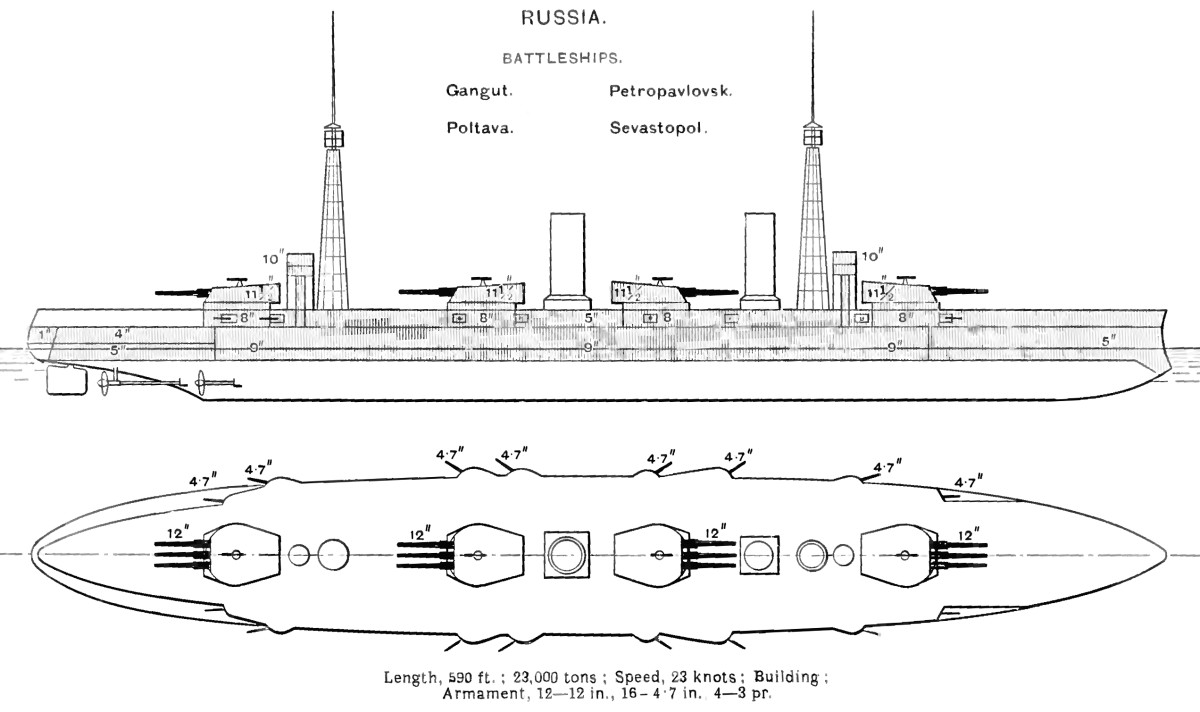
A Gangut osztály jellegrajza a brit Brassey's Naval Annual haditengerészeti szakkönyv 1912-es kiadásából.
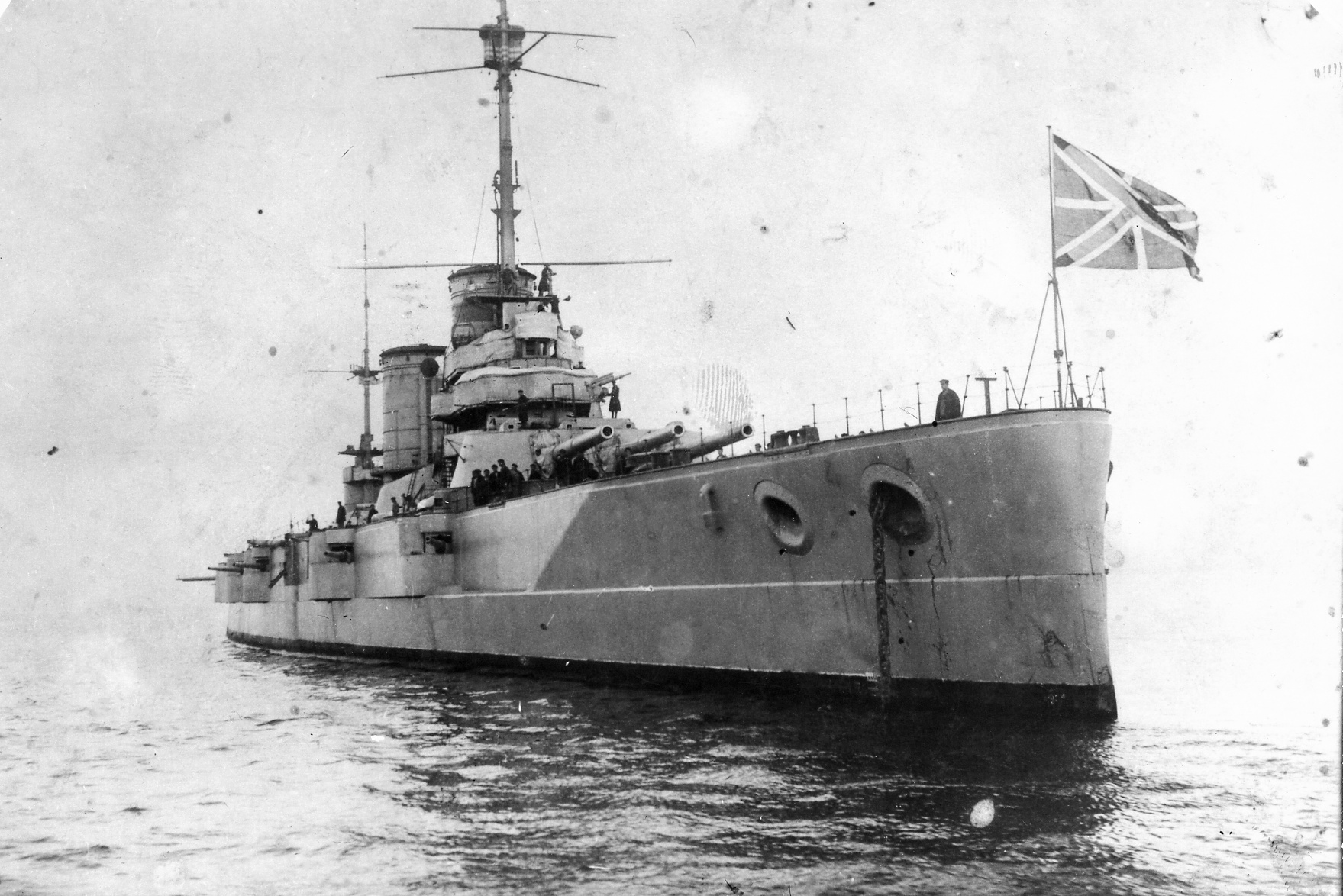
A Petropavlovszk csatahajó 1917 táján.
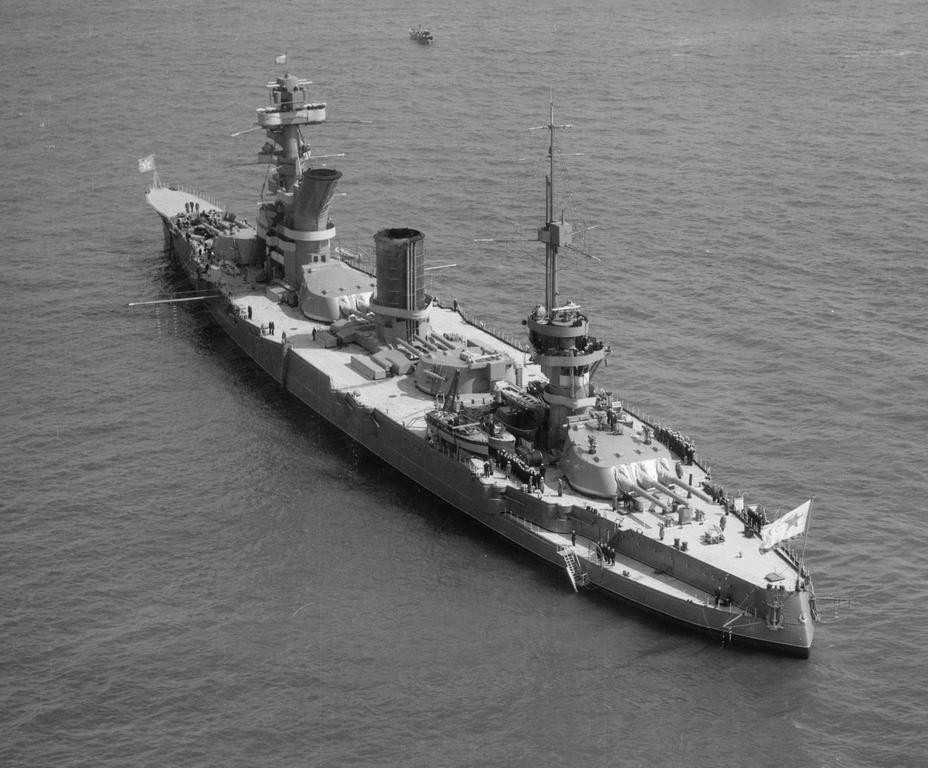
A Petropavlovszk már Marat néven, átépítése és modernizációja után, az 1937-es spitheadi flottaszemlén.
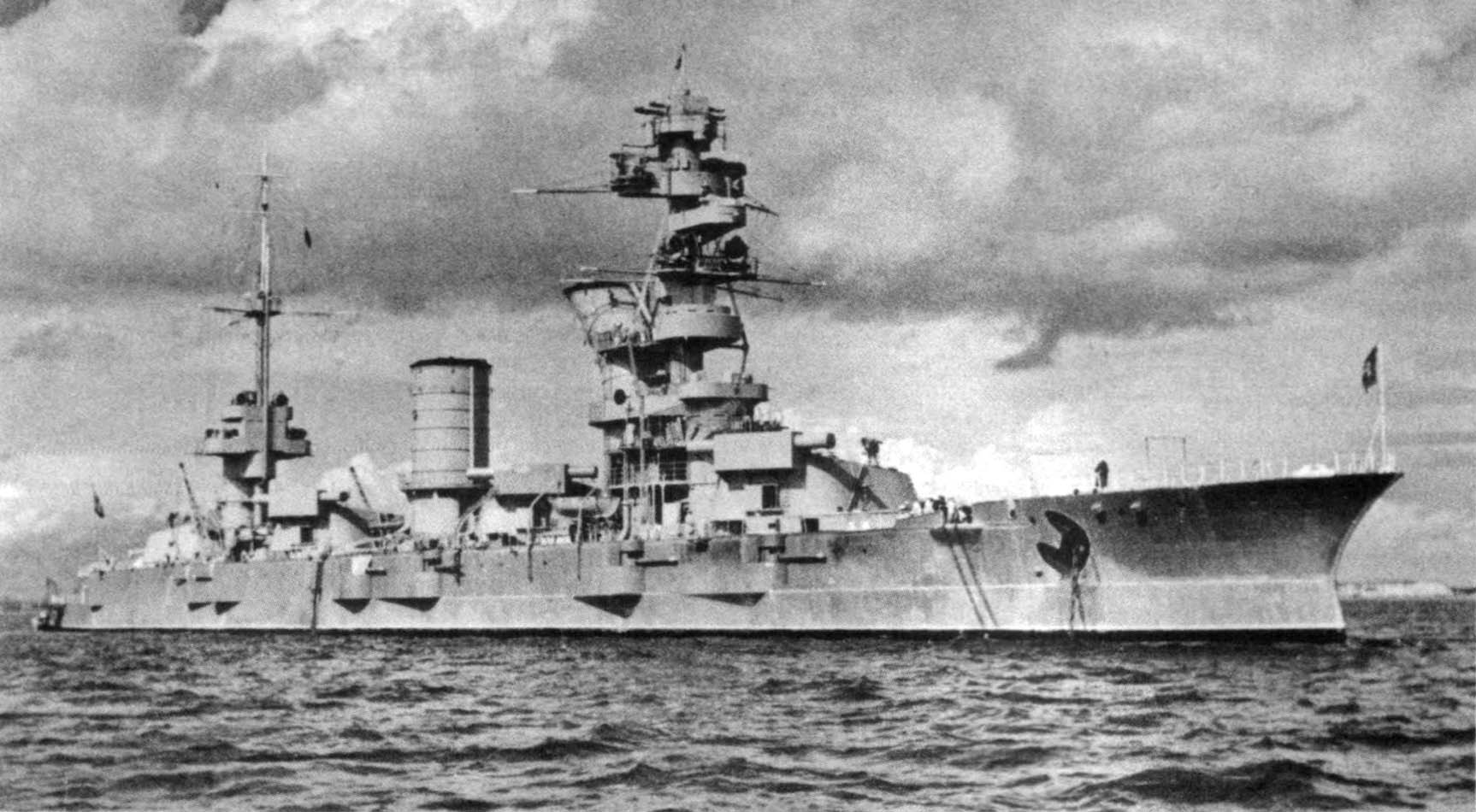
A Marat (ex Petropavlovszk) szovjet csatahajó 1939-ben.

## Fordítás
Ez a szócikk részben vagy egészben  a   Russian battleship Petropavlovsk (1911) című angol Wikipédia-szócikk fordításán alapul.  Az eredeti cikk szerkesztőit annak laptörténete sorolja fel. Ez a jelzés csupán a megfogalmazás eredetét és a szerzői jogokat jelzi, nem szolgál a cikkben szereplő információk forrásmegjelöléseként.

## Linkek
- Műszaki adatok
- Rövid cikk és részletes fotógaléria (orosz nyelven)